# Kriegerdenkmal Zieko

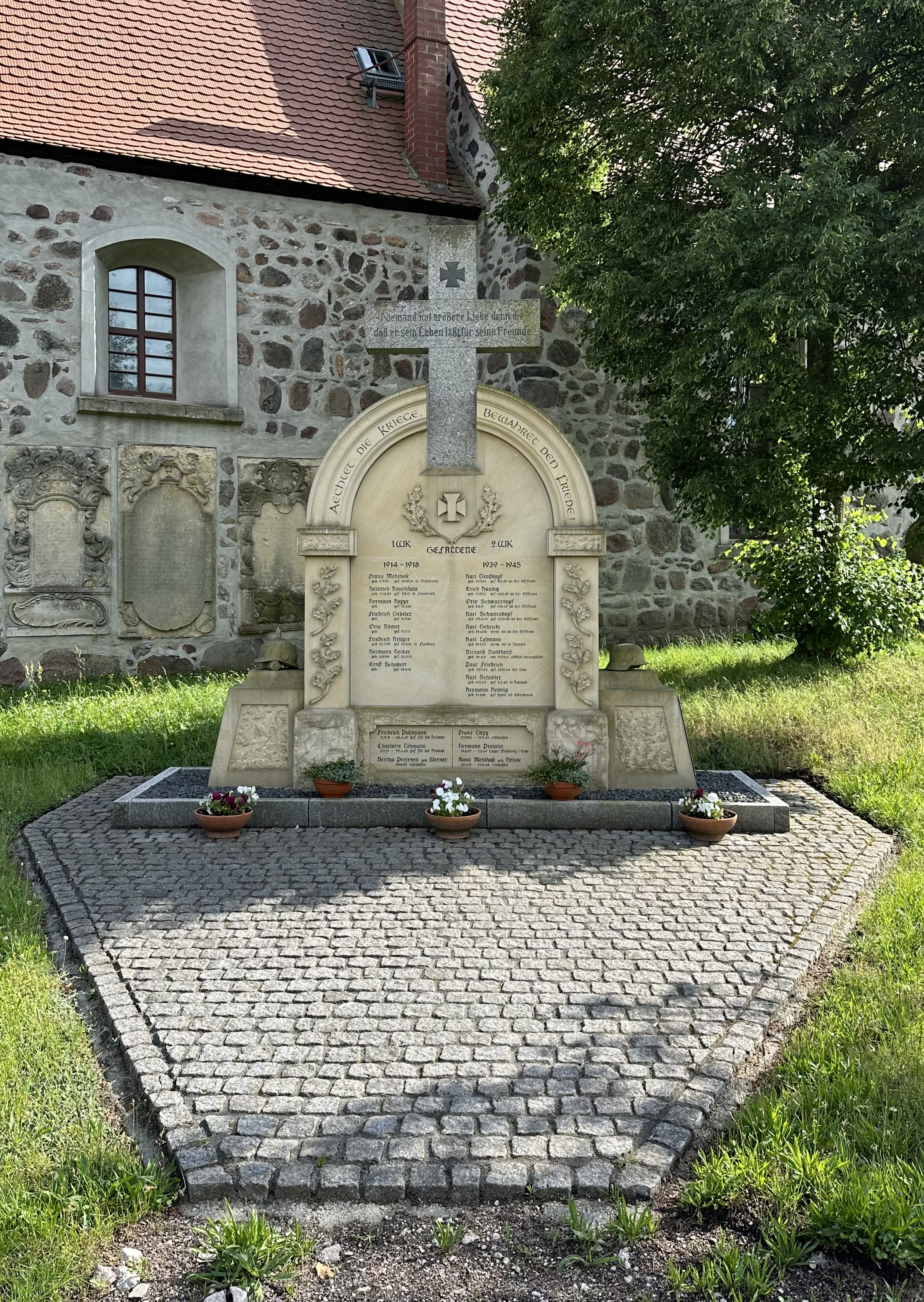
Kriegerdenkmal Zieko, 2024

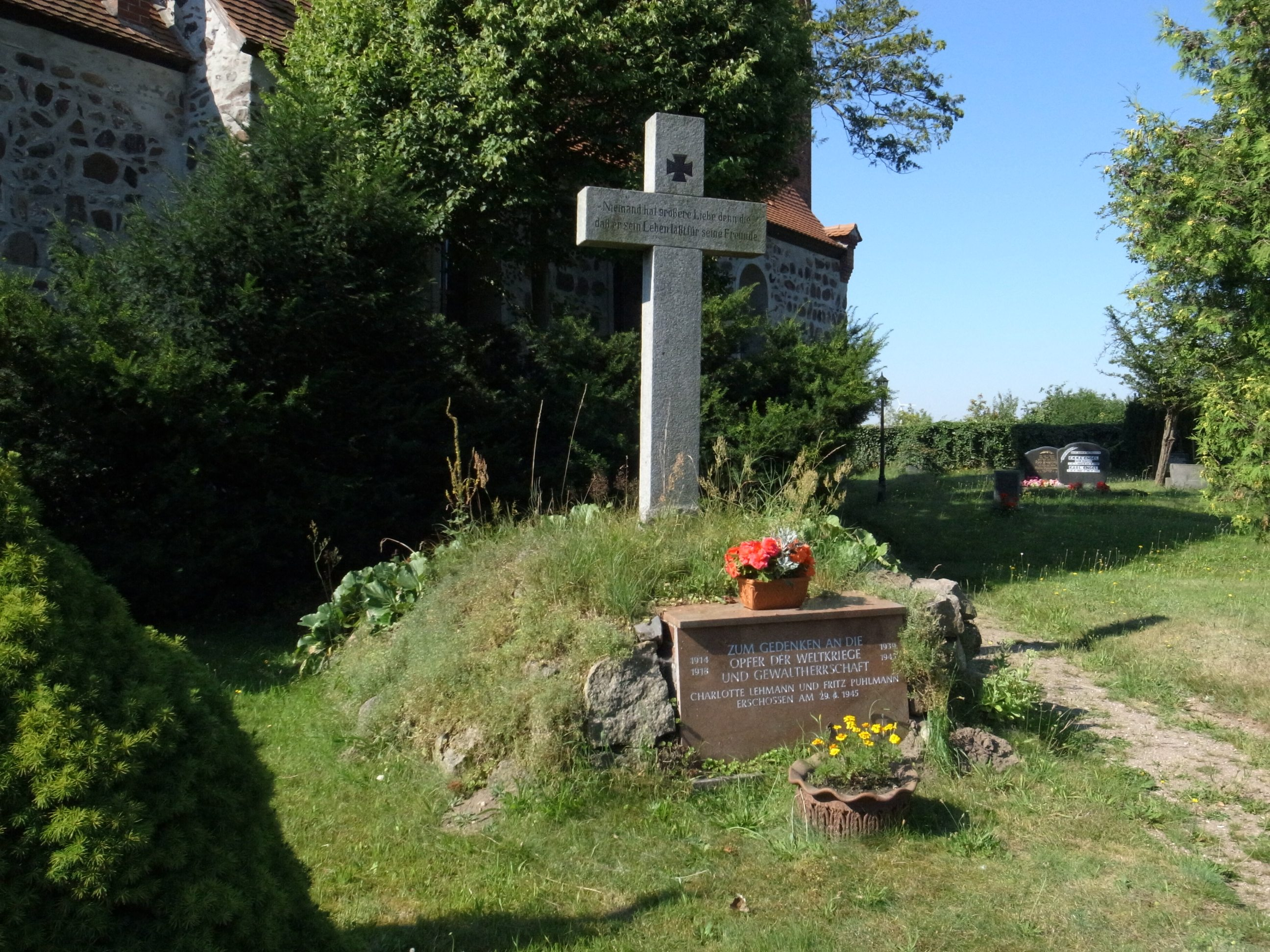
Granitkreuz an seinem vorherigen Standort, 2014

Das Kriegerdenkmal Zieko ist ein Kriegerdenkmal in der Ortschaft Zieko der Stadt Coswig (Anhalt) in Sachsen-Anhalt. Es gedenkt der Kriegsopfer des Ersten und Zweiten Weltkriegs.

## Lage
Das Denkmal befindet sich auf dem Friedhof Zieko nordöstlich vor der Sankt-Johannes-Kirche.

## Gestaltung und Geschichte
Das Denkmal geht auf einen Entwurf des Coswiger Steinmetzmeisters Michael Schubert zurück. Im Frühjahr 2013 bat der Ortsvorsteher der Gemeinde Schubert um die Erarbeitung eines Entwurfs für ein Kriegerdenkmal. Als Aufgabenstellung nannte er, dass sich das Denkmal harmonisch in den Friedhof an der Kirche einfügen sollte. Ein bereits zum Gedenken an die Gefallenen bestehendes einfaches Granitkreuz sollte einbezogen werden. Schubert schuf drei Entwürfe, für einen davon entschied sich die Gemeinde. Um sich an die Gestaltung der romanischen Kirche anzupassen, griff der Entwurf das Element des Rundbogens auf. Unterhalb des Rundbogens wurde die Schrifttafel angeordnet. Sie soll eine geschlossene Tür symbolisieren, hinter der sich das Totenreich befindet.
Mittig wurde der Bogen mit dem vorhandenen Granitkreuz bekrönt, wobei das Kreuz auch nach unten den Bogen durchbricht. Schubert hätte das gerne vermieden, das Kreuz war jedoch in seiner vorhandenen Größe zu integrieren. Für eine direkte Aufsetzung war es zu groß. Eine Anpassung der Größe des Rundbogens hätte den Bogen zu monumental gemacht.
Das Kriegerdenkmal besteht aus beigem bis cognacfarbenem Sandstein. Es ist drei Meter breit und erreicht, ohne das Kreuz, eine Höhe von 2,6 Metern bei einer Tiefe von 0,45 Metern. Im unteren Teil des Sockels ist die Oberfläche des Gedenksteins zum Teil bossiert. Dort wo Inschriften oder Verzierungen am Stein angebracht sind, wurde der Grund geschliffen, um die Kontraste zu verstärken. Weitere Flächen sind scharriert. Die Bögen sind profiliert, die Karniese geschliffen und die kleinen Platten gestelzt. Auf der linken Seite ist auf einem kleinen angefügten Sockel eine Pickelhaube als Symbol für den Ersten Weltkrieg und rechts ein Stahlhelm für den Zweiten Weltkrieg angeordnet. Die Helme sind überschliffen, wobei bewusst Bearbeitungsspuren sichtbar blieben, um auf die Herstellung im Handwerk zu verweisen.
Die verwendeten Werksteine wurden direkt im Steinbruch auf die ungefähr benötigte Größe geschnitten, wobei darauf geachtet wurde, dass sie aus einer Bank stammten, so dass sich durchgehend ein Farbton und eine Struktur ergeben.
Der Aufbau erfolgte dann wohl 2015 durch zwei Personen unter Nutzung von Kettenzügen.

## Inschriften
Am Kriegerdenkmal befinden sich folgende Inschriften.
Im oberen Teil des Granitkreuzes befindet sich die Darstellung eines Eisernen Kreuzes. Der Querbalken des Kreuzes trägt die Inschrift:
Der Bogen ist versehen mit der Inschrift:
Unterhalb des Granitkreuzes befindet sich eine weitere Darstellung eines Eisernen Kreuzes, das von zwei Eichenzweigen eingerahmt ist. Darunter sind die Gefallenen der Gemeinde namentlich aufgeführt, links die des Ersten Weltkriegs, rechts die des Zweiten. Im Einzelnen besteht folgende Inschrift:
| 1. Wk                                   |                                             | 2. WK |
| Gefallene                               |                                             |       |
| 1914–1918                               | 1939–1945                                   |       |
| Franz Mehlhase                          | Karl Großkopf                               |       |
| geb. 7.9.93 gef. 10.10.14 in Frankreich | geb. 16.10.13 gef. 18.1.42 an der Ostfront  |       |
| Heinrich Rauchfuhs                      | Erich Hausig                                |       |
| geb. 11.10.85 gef. 9.9.15 in Frankreich | geb. 23.9.23 gef. 14.8.42 an der Ostfront   |       |
| Hermann Hoppe                           | Otto Schwarzkopf                            |       |
| geb. gef. 31.3.16                       | geb. 2.8.11 gef. 1.10.42 an der Ostfront    |       |
| Friedrich Gebeler                       | Karl Schwarzkopf                            |       |
| geb. gef. 16.8.16                       | geb. 25.4.14 gef. 10.10.42 an der Ostfront  |       |
| Otto Römer                              | Karl Gehricke                               |       |
| geb. gef. 11.7.17                       | geb. 22.6.08 verm. ´42 an der Ostfront      |       |
| Friedrich Krüger                        | Karl Lehmann                                |       |
| geb. 23.2.92 gef. 25.2.18 in Flandern   | geb. 19.4.07 verm. ´42 in Serbien           |       |
| Hermann Heinze                          | Richard Dunkhorst                           |       |
| geb. 3.12.96 gef. 23.4.18               | geb. 26.4.11 am 19.9.44 tödlich verunglückt |       |
| Ernst Schubert                          | Paul Friedrich                              |       |
| geb. gef. 23.6.18                       | geb. 30.11.23 gef. 20.11.44 bei Ulm         |       |
|                                         | Karl Schröter                               |       |
|                                         | geb. 6.12.07 gef. 3.2.45 in Holland         |       |
|                                         | Hermann Hennig                              |       |
|                                         | geb. 21.3.10 gef. April ´45 Oderbruch       |       |

Darunter befindet sich abgesetzt eine weitere Inschriftentafel, auf der Personen des Orts gedacht wird, die im Zusammenhang mit der Unrechtsherrschaft gewaltsam zu Tode kamen. Darunter sind der Jugendliche Fritz Puhlmann und Charlotte Lehmann, die von hinten von deutschen Truppen erschossen wurden, als sie versuchten mit weißen Bettlaken zu US-amerikanischen Truppen zu laufen, um die Zerstörung Ziekos in den letzten Kriegstagen abzuwenden. Gedacht wird auch des Ziekoer Bürgermeisters Friedrich Franz Grey (KPD), der am 13. November 1945 von sowjetischen Truppen erschossen wurde, als er gegen die Plünderung seines Hauses protestierte.
| Friedrich Puhlmann                    |                                        | Franz Grey |
| 31.5.31 – 30.4.45 gef. für die Heimat | 27.9.94 – 13.11.45 erschossen          |            |
| Charlotte Lehmann                     | Hermann Projahn                        |            |
| 15.1.21 – 29.4.45 gef. für die Heimat | 21.6.79 – 2.2.47 Lager Mühlberg / Elbe |            |
| Bertha Petersen geb. Werner           | Anna Mehlhase geb. Höhne               |            |
| 29.4.45 erschossen                    | 22.1.75 – 20.6.45 erschossen           |            |